# 月吉ヒロキ
月吉 ヒロキ（つきよし ヒロキ、3月25日 - ）は、日本の漫画家。男性。2013年現在、茜新社発行の男性向け成人向け漫画『コミックエルオー』および、少年・青年向け漫画雑誌『電撃大王』で活動中。
成人向け漫画における特徴的な点として、電車内での痴漢描写・および「黒タイツの鬼神」と称されるほど黒タイツ着用へのこだわりが挙げられる。

## 作品リスト

### 成人向け漫画
1. 『夏蟲』 （2005年9月23日発売[3]、茜新社〈TENMACOMICS LO #20〉、ISBN 4-87182-784-4）
  - 夏虫 （COMIC LO Vol.8 2004年6月）
  - 夏蟲 （COMIC LO Vol.12 2004年11月）
  - 冬虫花葬 前編 （COMIC LO Vol.17 2005年5月）
  - 冬虫花葬 後編 （COMIC LO Vol.20 2005年9月）
  - ハーフ アンド ハーフ （COMIC LO Vol.10 2004年9月）
  - her fool,but the one （COMIC LO Vol.15 2005年3月）
  - blue ring （COMIC LO Vol.14 2005年2月）
  - Liquid EX （COMIC LO Vol.6 2004年4月）
  - Tの達人 （COMIC LO Vol.3 2003年8月）
  - オトナノフリ （COMIC LO Vol.3 2003年8月）
  - 友愛ディストーション
2. 『独蛾』 （2008年2月29日発売[4]、茜新社〈TENMACOMICS LO #50〉、ISBN 978-4-87182-971-7）
  - 独蛾 -ヒトリガ- 第1話 （COMIC LO Vol.22 2005年11月）
  - 独蛾 第2話 （COMIC LO 2006年5月号）
  - 独蛾 第3話 （COMIC LO 2006年12月号）
  - 独蛾 第4話 （COMIC LO 2007年3月号）
  - 独蛾 interlude -白河すみれの診療記録・No.134- （描き下ろし）
  - 独蛾 interlude -白河すみれの診療記録・No.207- （描き下ろし）
  - 独蛾 第5話 （COMIC LO 2007年4月号）
  - 独蛾 第6話 （COMIC LO 2007年7月号）
  - 独蛾 第7話 （COMIC LO 2007年11月号）
  - 独蛾 最終話 （COMIC LO 2008年3月号）
  - Kyrie eleison （COMIC LO 2006年9月号）
  - 微睡姫 -マドロミヒメ- （COMIC LO Vol.21 2005年10月）
  - JCハメ撮り理奈(14)無修正 （メディアワークス『TECH GIAN』2006年8月号付録小冊子）
3. 『少女達の茶道ism（サディズム）』 （2016年3月28日発売[2]、茜新社〈TENMACOMICS LO #192〉、ISBN 978-4-86349-553-1）
  - 少女たちの茶道ism（サディズム）-4月初摘み-（COMIC LO 2009年4月号）
  - 少女達の茶道ism -6月 手もみ品評会-（COMIC LO 2009年8月号）
  - 少女達の茶道ism（COMIC LO 2010年3月号）
  - 少女達の茶道ism（COMIC LO 2011年6月号）
  - 少女たちの茶道ism 特別編（Girls forM Vol.1、2012年5月発行）
  - 少女達の茶道ism（COMIC LO 2013年5月号）
  - 少女達の茶道ism（COMIC LO 2014年4月号）
  - 少女達の茶道ism（COMIC LO 2015年9月号）
  - 少女達の茶道ism 最終回（COMIC LO 2016年1月号）

- 単行本未収録作
  - くろいくろいひつじのこ（COMIC LO 2008年7月号）[5]
  - ブラックラブホール10（COMIC LO 2010年8月号）[6]
  - カーストボックス（COMIC LO 2012年3月号）[7]

### 一般向け漫画
- 『痕 ～きずあと～』 （原作：Leaf、メディアワークス → アスキー・メディアワークス〈電撃コミックス〉、全5巻） 電撃大王にて2015年3月号まで連載
  1. 2009年8月27日発売[8]、ISBN 978-4-04-868032-5
  2. 2012年3月27日発売[9]、ISBN 978-4-04-886488-6
  3. 2013年3月27日発売[10]、ISBN 978-4-04-891571-7
  4. 2015年3月27日発売[11]、ISBN 978-4-04-869297-7
  5. 2015年4月27日発売[12]、ISBN 978-4-04-869347-9

- その他、アンソロジーや雑誌掲載作品
  - Lucky Rabbit's（季刊GELATIN 10はる、2010年4月発行）

### アダルトゲーム
- 『いたずら極悪』 2009年5月29日発売[13]、REAL
- 『イチャずら～いたずら極悪ファンディスク～』 2010年2月26日発売[14]、REAL
- 『いたずら極悪＆イチャずらCOMPLETE EDITION』 2014年5月2日発売[15]、REAL

## 関連商品
アダルトアニメ
- 『独蛾 -THE ANIMATION-』 （ピンクパイナップル）[16]
  - Counseling.1「診療」 2009年6月26日発売
  - Counseling.2「覚醒」 2009年9月25日発売
  - Counseling.3「羞恥」 2010年6月25日発売
  - Counseling.4「幻想」 2010年9月22日発売

- 『夏蟲 -THE ANIMATION-』 （ピンクパイナップル）[17]
  - molester.1「ともえ」 2009年12月25日発売
  - molester.2「冬虫花葬」 2010年3月26日発売

- 『少女達の茶道ism THE ANIMATION』 （ミルキーレーベル / chippai）
  - 一席[18] 2016年9月2日発売
  - 二席[19] 2016年12月2日発売